# Cupa Cupelor 1996-1997
Sezonul 1996-1997 al Cupei Cupelor a fost câștigat de Barcelona, care a învins-o în finală pe Paris Saint-Germain.

## Calificări
| Echipa 1                               | Scor gen.   | Echipa 2                   | Tur | Retur      |
| -------------------------------------- | ----------- | -------------------------- | --- | ---------- |
| MPKC Mozyr                             | 2–3         | KR Reykjavík               | 2–2 | 0–1        |
| Shelbourne                             | 2–5         | Brann                      | 1–3 | 1–2        |
| Total Network Solutions Llansantffraid | 1–6         | Ruch Chorzów               | 1–1 | 0–5        |
| Honvéd                                 | 2–0         | Sloga Jugomagnat           | 1–0 | 1–0        |
| NK Varteks                             | 5–1         | Union Luxembourg           | 2–1 | 3–0        |
| Universitāte Rīga                      | 2–2 (2–4 p) | Vaduz                      | 1–1 | 1–1 (d.p.) |
| Glentoran                              | 1–10        | Sparta Praga               | 1–2 | 0–8        |
| Dinamo Batumi                          | 9–0         | HB Tórshavn                | 6–0 | 3–0        |
| Tallinna Sadam                         | 2–2 (a)     | Nyva Vinnytsia             | 2–1 | 0–1        |
| Chemlon Humenné                        | 3–0         | Flamurtari Vlorë           | 1–0 | 2–0        |
| Sion                                   | 4–2         | Kareda Šiauliai            | 4–2 | 0–0        |
| Olimpija Ljubljana                     | 1–1 (4–3 p) | Levski Sofia               | 1–0 | 0–1 (d.p.) |
| Steaua Roșie Belgrad                   | 1–1 (a)     | Heart of Midlothian        | 0–0 | 1–1        |
| Qarabağ Ağdam                          | 1–2         | MyPa                       | 0–1 | 1–1 (d.p.) |
| Kotayk Abovyan                         | 1–5         | AEK Larnaca                | 1–0 | 0–5        |
| Constructorul Chișinău                 | 3–3 (a)     | Hapoel Ironi Rishon LeZion | 1–0 | 2–3        |
| Valletta                               | 2–4         | Gloria Bistrița            | 1–2 | 1–2        |

### Prima manșă
| MPKC Mozyr                   | 2 – 2 | KR Reykjavík            |
| ---------------------------- | ----- | ----------------------- |
| Yaromko 51' Skorobogatko 70' |       | Daðason 51' Jónsson 90' |

| Shelbourne    | 1 – 3 | Brann                                       |
| ------------- | ----- | ------------------------------------------- |
| Geoghegan 43' |       | Mjelde 27' Pedersen 29' Eftevaag 67' (pen.) |

| Total Network Solutions Llansantffraid | 1 – 1 | Ruch Chorzów |
| -------------------------------------- | ----- | ------------ |
| Thomas 83'                             |       | Gęsior 6'    |

| Honvéd   | 1 – 0 | Sloga Jugomagnat |
| -------- | ----- | ---------------- |
| Tóth 44' |       |                  |

| NK Varteks                    | 2 – 1 | Union Luxemburg |
| ----------------------------- | ----- | --------------- |
| Mumlek 41' Maretić 81' (pen.) |       | Grettnich 87'   |

| Universitate Riga | 1 – 1 | Vaduz     |
| ----------------- | ----- | --------- |
| Zarins 45'        |       | Pérez 42' |

| Glentoran  | 1 – 2 | Sparta Praga          |
| ---------- | ----- | --------------------- |
| Little 53' |       | Siegl 49' Lokvenc 90' |

| Dinamo Batumi                                           | 6 – 0 | HB Tórshavn |
| ------------------------------------------------------- | ----- | ----------- |
| Tugushi 11', 23', 55' Ujmajuridze 27', 70' Mindadze 88' |       |             |

| Tallinna Sadam                | 2 – 1 | Nyva Vinnytsia |
| ----------------------------- | ----- | -------------- |
| Krõlov 25' (pen.) Viikmäe 74' |       | Romanchuk 77'  |

| Chemlon Humenné | 1 – 0 | Flamurtari Vlorë |
| --------------- | ----- | ---------------- |
| Lyubarskyi 71'  |       |                  |

| Sion                                                    | 4 – 2 | Kareda Šiauliai                     |
| ------------------------------------------------------- | ----- | ----------------------------------- |
| Chassot 14' Bonvin 27' Pančev 35' (pen.) Vercruysse 88' |       | Baranauskas 73' (pen.) Dančenka 87' |

| Olimpija Ljubljana | 1 – 0 | Levski Sofia |
| ------------------ | ----- | ------------ |
| Bozgo 50'          |       |              |

| Steaua Roșie Belgrad | 0 – 0 | Heart of Midlothian |
| -------------------- | ----- | ------------------- |
|                      |       |                     |

| Qarabağ Ağdam | 0 – 1 | MyPa       |
| ------------- | ----- | ---------- |
|               |       | Mahlio 85' |

| Kotayk Abovian | 1 – 0 | AEK Larnaca |
| -------------- | ----- | ----------- |
| Berberyan 80'  |       |             |

| Constructorul Chișinău | 1 – 0 | Hapoel Ironi Rishon leZion |
| ---------------------- | ----- | -------------------------- |
| Rogachev 20'           |       |                            |

| Valletta   | 1 – 2 | Gloria Bistrița      |
| ---------- | ----- | -------------------- |
| Dončić 75' |       | Matei 52' Dancus 75' |

### A doua manșă
| KR Reykjavík   | 1 – 0 | MPKC Mozyr |
| -------------- | ----- | ---------- |
| Daníelsson 90' |       |            |

KR Reykjavík s-a calificat cu scorul general de 3–2.
| Brann                   | 2 – 1 | Shelbourne    |
| ----------------------- | ----- | ------------- |
| Mjelde 10' Pedersen 72' |       | Rutherford 5' |

Brann s-a calificat cu scorul general de 5–2.
| Ruch Chorzów                           | 5 – 0 | Total Network Solutions Llansantffraid |
| -------------------------------------- | ----- | -------------------------------------- |
| Bąk 1', 57', 64', 65' Jones 48' (o.g.) |       |                                        |

Ruch Chorzów s-a calificat cu scorul general de 6–1.
| Sloga Jugomagnat | 1 – 0 | Honvéd     |
| ---------------- | ----- | ---------- |
|                  |       | Ghinda 81' |

Budapest Honvéd s-a calificat cu scorul general de 2–0.
| Union Luxemburg | 0 – 3 | NK Varteks                      |
| --------------- | ----- | ------------------------------- |
|                 |       | Besek 63' Mumlek 78' Cvetko 87' |

NK Varteks s-a calificat cu scorul general de 5–1.
| Vaduz         | 1 – 1 (d.p.) 4 – 2 penalties | Universitate Riga |
| ------------- | ---------------------------- | ----------------- |
| Polvorino 90' |                              | Zarins 47'        |

Vaduz s-a calificat cu scorul general de 4–2 on penalties.
| Sparta Praga                                                        | 8 – 0 | Glentoran |
| ------------------------------------------------------------------- | ----- | --------- |
| Gunda 1', 26' Mistr 19' Siegl 24', 48', 80' Svoboda 76' Gabriel 65' |       |           |

Sparta Praga s-a calificat cu scorul general de 10–1.
| HB Tórshavn | 0 – 3 | Dinamo Batumi                            |
| ----------- | ----- | ---------------------------------------- |
|             |       | Avtandil Glonti 20', 21' Ujmajuridze 63' |

Dinamo Batumi s-a calificat cu scorul general de 9–0.
| Nyva Vinnytsia | 1 – 0 | Tallinna Sadam |
| -------------- | ----- | -------------- |
| Romanchuk 66'  |       |                |

Nyva Vinnytsia s-a calificat cu scorul general de 2–2 on Regula golului marcat în deplasare.
| Flamurtari Vlorë | 0 – 2 | Chemlon Humenné             |
| ---------------- | ----- | --------------------------- |
|                  |       | Lyubarskyi 50' Valkucak 54' |

Chemlon Hummené s-a calificat cu scorul general de 3–0.
| Kareda Šiauliai | 0 – 0 | Sion |
| --------------- | ----- | ---- |
|                 |       |      |

Sion s-a calificat cu scorul general de 4–2.
| Levski Sofia | 1 – 0 (d.p.) 3 – 4 penalties | Olimpija Ljubljana |
| ------------ | ---------------------------- | ------------------ |
| Simeonov 58' |                              |                    |

Olimpija Ljubljana s-a calificat cu scorul general de 3–4 on penalties.
| Heart of Midlothian | 1 – 1 | Steaua Roșie Belgrad |
| ------------------- | ----- | -------------------- |
| McPherson 44'       |       | Marinović 59'        |

Steaua Roșie Belgrad s-a calificat cu scorul general de 1–1 on Regula golului marcat în deplasare.
| Qarabağ Ağdam | 1 – 1 (d.p.) | MyPa           |
| ------------- | ------------ | -------------- |
| Musayev 30'   |              | Keskitalo 120' |

MyPa s-a calificat cu scorul general de 2–1.
| AEK Larnaca                                                             | 5 – 0 | Kotayk Abovian |
| ----------------------------------------------------------------------- | ----- | -------------- |
| Kuntić 28' Alexandrou 41' Kovačević 60' (pen.) Kopunović 82' Markou 84' |       |                |

AEK Larnaca s-a calificat cu scorul general de 5–1.
| Hapoel Ironi Rishon leZion      | 3 – 2 | Constructorul Chișinău  |
| ------------------------------- | ----- | ----------------------- |
| Sabag 10' Kapeta 25' Cebula 58' |       | Rogachev 42' Skidan 87' |

Constructorul Chișinău s-a calificat cu scorul general de 3–3 on Regula golului marcat în deplasare.
| Gloria Bistrița     | 2 – 1 | Valletta  |
| ------------------- | ----- | --------- |
| Lazăr 32' Voica 84' |       | Agius 24' |

Gloria Bistrița s-a calificat cu scorul general de 4–2.

## Prima rundă
| Echipa 1               | Scor gen. | Echipa 2             | Tur | Retur      |
| ---------------------- | --------- | -------------------- | --- | ---------- |
| Nîmes Olympique        | 5–2       | Honvéd               | 3–1 | 2–1        |
| Sturm Graz             | 3–3 (a)   | Sparta Praga         | 2–2 | 1–1        |
| Barcelona              | 2–0       | AEK Larnaca          | 2–0 | 0–0        |
| Constructorul Chișinău | 0–5       | Galatasaray          | 0–1 | 0–4        |
| Kaiserslautern         | 1–4       | Steaua Roșie Belgrad | 1–0 | 0–4 (d.p.) |
| MyPa                   | 1–4       | Liverpool            | 0–1 | 1–3        |
| Sion                   | 6–0       | Nyva Vinnytsia       | 2–0 | 4–0        |
| AGF                    | 1–1 (a)   | Olimpija Ljubljana   | 1–1 | 0–0        |
| Cercle Brugge          | 3–6       | Brann                | 3–2 | 0–4        |
| KR Reykjavík           | 1–2       | AIK                  | 0–1 | 1–1        |
| Benfica                | 5–1       | Ruch Chorzów         | 5–1 | 0–0        |
| AEK Atena              | 3–1       | Chemlon Humenné      | 1–0 | 2–1        |
| Gloria Bistrița        | 1–2       | Fiorentina           | 1–1 | 0–1        |
| Dinamo Batumi          | 1–4       | PSV                  | 1–1 | 0–3        |
| Vaduz                  | 0–7       | Paris Saint-Germain  | 0–4 | 0–3        |
| Lokomotiv Moscova      | 2–2 (a)   | NK Varteks           | 1–0 | 1–2        |

### Prima manșă
| Nîmes Olympique                       | 3 – 1 | Honvéd   |
| ------------------------------------- | ----- | -------- |
| Jeunechamp 64' Préget 75' Meilhac 87' |       | Tóth 69' |

| Sturm Graz            | 2 – 2 | Sparta Praga          |
| --------------------- | ----- | --------------------- |
| Vastić 8' Mählich 85' |       | Řepka 57' Lokvenc 72' |

| Barcelona        | 2 – 0 | AEK Larnaca |
| ---------------- | ----- | ----------- |
| Ronaldo 19', 77' |       |             |

| Constructorul Chișinău | 0 – 1 | Galatasaray |
| ---------------------- | ----- | ----------- |
|                        |       | Knup 73'    |

| Kaiserslautern | 1 – 0 | Steaua Roșie Belgrad |
| -------------- | ----- | -------------------- |
| Wegmann 59'    |       |                      |

| MyPa | 0 – 1 | Liverpool     |
| ---- | ----- | ------------- |
|      |       | Bjørnebye 61' |

| Sion                   | 2 – 0 | Nyva Vinnytsia |
| ---------------------- | ----- | -------------- |
| Colombo 50' Bonvin 85' |       |                |

| AGF     | 1 – 1 | Olimpija Ljubljana |
| ------- | ----- | ------------------ |
| Bak 15' |       | Bozgo 57'          |

| Cercle Brugge                        | 3 – 2 | Brann                       |
| ------------------------------------ | ----- | --------------------------- |
| Gernsøe 5' Vanmaele 26' Camerman 30' |       | Flo 38' Eftevaag 89' (pen.) |

| KR Reykjavík | 0 – 1 | AIK        |
| ------------ | ----- | ---------- |
|              |       | Nordin 80' |

| Benfica                                              | 5 – 1 | Ruch Chorzów |
| ---------------------------------------------------- | ----- | ------------ |
| Donizete 25' João Pinto 26' Jamir 32' Valdo 70', 90' |       | Gęsior 73'   |

| AEK Atena   | 1 – 0 | Chemlon Humenné |
| ----------- | ----- | --------------- |
| Batista 45' |       |                 |

| Gloria Bistrița | 1 – 1 | Fiorentina    |
| --------------- | ----- | ------------- |
| Lazăr 3'        |       | Batistuta 47' |

| Dinamo Batumi | 1 – 1 | PSV              |
| ------------- | ----- | ---------------- |
| Mujiri 21'    |       | Nilis 39' (pen.) |

| Vaduz | 0 – 4 | Paris Saint-Germain                                |
| ----- | ----- | -------------------------------------------------- |
|       |       | Le Guen 13' Dely Valdés 41' Leonardo 45' Allou 72' |

| Lokomotiv Moscova | 1 – 0 | NK Varteks |
| ----------------- | ----- | ---------- |
| Cherevchenko 12'  |       |            |

### A doua manșă
| Honvéd      | 1 – 2 | Nîmes Olympique    |
| ----------- | ----- | ------------------ |
| Piroska 62' |       | Ecker 6' Sabin 38' |

Nîmes s-a calificat cu scorul general de 5–2.
| Sparta Praga | 1 – 1 | Sturm Graz         |
| ------------ | ----- | ------------------ |
| Horňák 85'   |       | Novotný 76' (o.g.) |

Sparta Praga s-a calificat cu scorul general de 3–3 on Regula golului marcat în deplasare.
| AEK Larnaca | 0 – 0 | Barcelona |
| ----------- | ----- | --------- |
|             |       |           |

Barcelona s-a calificat cu scorul general de 2–0.
| Galatasaray                      | 4 – 0 | Constructorul Chișinău |
| -------------------------------- | ----- | ---------------------- |
| Șükür 49', 80' Arif 73' Hagi 75' |       |                        |

Galatasaray s-a calificat cu scorul general de 5–0.
| Steaua Roșie Belgrad                         | 4 – 0 (d.p.) | Kaiserslautern |
| -------------------------------------------- | ------------ | -------------- |
| Stanković 55', 96' Njeguš 107' Pantelić 120' |              |                |

Steaua Roșie Belgrad s-a calificat cu scorul general de 4–1.
| Liverpool                           | 3 – 1 | MyPa          |
| ----------------------------------- | ----- | ------------- |
| Berger 18' Collymore 59' Barnes 78' |       | Keskitalo 64' |

Liverpool s-a calificat cu scorul general de 4–1.
| Nyva Vinnytsia | 0 – 4 | Sion                                   |
| -------------- | ----- | -------------------------------------- |
|                |       | Lukić 3' Vercruysse 9', 66' Milton 54' |

Sion s-a calificat cu scorul general de 6–0.
| Olimpija Ljubljana | 0 – 0 | AGF |
| ------------------ | ----- | --- |
|                    |       |     |

Olimpija Ljubljana s-a calificat cu scorul general de 1–1 on Regula golului marcat în deplasare.
| Brann                                   | 4 – 0 | Cercle Brugge |
| --------------------------------------- | ----- | ------------- |
| Mjelde 5', 82' Eftevaag 79' Helland 88' |       |               |

Brann s-a calificat cu scorul general de 6–3.
| AIK         | 1 – 1 | KR Reykjavík     |
| ----------- | ----- | ---------------- |
| Simpson 79' |       | Benediktsson 90' |

AIK s-a calificat cu scorul general de 2–1.
| Ruch Chorzów | 0 – 0 | Benfica |
| ------------ | ----- | ------- |
|              |       |         |

Benfica s-a calificat cu scorul general de 5–1.
| Chemlon Humenné | 1 – 2 | AEK Atena                  |
| --------------- | ----- | -------------------------- |
| Diňa 1'         |       | Nikolaidis 19' Batista 44' |

AEK Atena s-a calificat cu scorul general de 3–1.
| Fiorentina  | 1 – 0 | Gloria Bistrița |
| ----------- | ----- | --------------- |
| Orlando 22' |       |                 |

Fiorentina s-a calificat cu scorul general de 2–1.
| PSV                                               | 3 – 0 | Dinamo Batumi |
| ------------------------------------------------- | ----- | ------------- |
| Nilis 15' (pen.) Eijkelkamp 53' Marcelo Ramos 83' |       |               |

PSV Eindhoven s-a calificat cu scorul general de 4–1.
| Paris Saint-Germain           | 3 – 0 | Vaduz |
| ----------------------------- | ----- | ----- |
| Allou 22' Roche 40' Mboma 48' |       |       |

Paris Saint-Germain s-a calificat cu scorul general de 7–0.
| NK Varteks        | 2 – 1 | Lokomotiv Moscova |
| ----------------- | ----- | ----------------- |
| Vugrinec 63', 79' |       | Kosolapov 40'     |

Lokomotiv Moscova s-a calificat cu scorul general de 2–2 on Regula golului marcat în deplasare.

## A doua rundă
| Echipa 1           | Scor gen. | Echipa 2             | Tur | Retur |
| ------------------ | --------- | -------------------- | --- | ----- |
| Sion               | 4–8       | Liverpool            | 1–2 | 3–6   |
| Nîmes Olympique    | 2–3       | AIK                  | 1–3 | 1–0   |
| Fiorentina         | 3–2       | Sparta Praga         | 2–1 | 1–1   |
| Olimpija Ljubljana | 0–6       | AEK Atena            | 0–2 | 0–4   |
| Brann              | 4–3       | PSV                  | 2–1 | 2–2   |
| Barcelona          | 4–2       | Steaua Roșie Belgrad | 3–1 | 1–1   |
| Benfica            | 4–2       | Lokomotiv Moscova    | 1–0 | 3–2   |
| Galatasaray        | 4–6       | Paris Saint-Germain  | 4–2 | 0–4   |

### Prima manșă
| Sion       | 1 – 2 | Liverpool             |
| ---------- | ----- | --------------------- |
| Bonvin 11' |       | Fowler 24' Barnes 60' |

| Nîmes Olympique | 1 – 3 | AIK                                |
| --------------- | ----- | ---------------------------------- |
| Fidani 89'      |       | Simpson 9' Pacha 12' Johansson 70' |

| Fiorentina               | 2 – 1 | Sparta Praga |
| ------------------------ | ----- | ------------ |
| Batistuta 5' Schwarz 56' |       | Siegl 80'    |

| Olimpija Ljubljana | 0 – 2 | AEK Atena               |
| ------------------ | ----- | ----------------------- |
|                    |       | Kostis 12' Ketsbaia 49' |

| Brann                  | 2 – 1 | PSV      |
| ---------------------- | ----- | -------- |
| Mjelde 29', 34' (pen.) |       | Cocu 90' |

| Barcelona                  | 3 – 1 | Steaua Roșie Belgrad |
| -------------------------- | ----- | -------------------- |
| Giovanni 33', 34' Figo 54' |       | Živković 21'         |

| Benfica       | 1 – 0 | Lokomotiv Moscova |
| ------------- | ----- | ----------------- |
| João Pinto 8' |       |                   |

| Galatasaray                       | 4 – 2 | Paris Saint-Germain         |
| --------------------------------- | ----- | --------------------------- |
| Șükür 5', 31' Tugay 13' Ünsal 49' |       | Le Guen 18' Dely Valdés 19' |

### A doua manșă
| Liverpool                                                         | 6 – 3 | Sion                        |
| ----------------------------------------------------------------- | ----- | --------------------------- |
| McManaman 28' Bjørnebye 54' Barnes 65' Fowler 70', 71' Berger 89' |       | Chassot 19', 64' Bonvin 23' |

Liverpool s-a calificat cu scorul general de 8–4.
| AIK | 0 – 1 | Nîmes Olympique    |
| --- | ----- | ------------------ |
|     |       | Brundin 69' (o.g.) |

AIK s-a calificat cu scorul general de 3–2.
| Sparta Praga | 1 – 1 | Fiorentina   |
| ------------ | ----- | ------------ |
| Lokvenc 4'   |       | Robbiati 63' |

Fiorentina s-a calificat cu scorul general de 3–2.
| AEK Atena                                  | 4 – 0 | Olimpija Ljubljana |
| ------------------------------------------ | ----- | ------------------ |
| Savevski 4', 86' Batista 34' Maladenis 80' |       |                    |

AEK Atena s-a calificat cu scorul general de 6–0.
| PSV                       | 2 – 2 | Brann              |
| ------------------------- | ----- | ------------------ |
| Eijkelkamp 74' Zenden 83' |       | Hasund 35' Flo 58' |

Brann s-a calificat cu scorul general de 4–3.
| Steaua Roșie Belgrad | 1 – 1 | Barcelona    |
| -------------------- | ----- | ------------ |
| Jovičić 46'          |       | Giovanni 48' |

Barcelona s-a calificat cu scorul general de 4–2.
| Lokomotiv Moscova      | 2 – 3 | Benfica                                 |
| ---------------------- | ----- | --------------------------------------- |
| Solomatin 9' Haras 58' |       | Panduru 47' Donizete 63' João Pinto 90' |

Benfica s-a calificat cu scorul general de 4–2.
| Paris Saint-Germain                          | 4 – 0 | Galatasaray |
| -------------------------------------------- | ----- | ----------- |
| Leonardo 9' Dely Valdés 22' Loko 58' Raí 78' |       |             |

Paris Saint-Germain s-a calificat cu scorul general de 6–4.

## Sferturi
| Echipa 1            | Scor gen. | Echipa 2   | Tur | Retur |
| ------------------- | --------- | ---------- | --- | ----- |
| Benfica             | 1–2       | Fiorentina | 0–2 | 1–0   |
| Paris Saint-Germain | 3–0       | AEK Atena  | 0–0 | 3–0   |
| Brann               | 1–4       | Liverpool  | 1–1 | 0–3   |
| Barcelona           | 4–2       | AIK        | 3–1 | 1–1   |

### Prima manșă
| Benfica | 0 – 2 | Fiorentina                |
| ------- | ----- | ------------------------- |
|         |       | Baiano 45' Batistuta 90+' |

| Paris Saint-Germain | 0 – 0 | AEK Atena |
| ------------------- | ----- | --------- |
|                     |       |           |

| Brann      | 1 – 1 | Liverpool |
| ---------- | ----- | --------- |
| Hasund 47' |       | Fowler 9' |

| Barcelona                        | 3 – 1 | AIK        |
| -------------------------------- | ----- | ---------- |
| Popescu 2' Ronaldo 55' Pizzi 75' |       | Simpson 1' |

### A doua manșă
| Fiorentina | 0 – 1 | Benfica   |
| ---------- | ----- | --------- |
|            |       | Edgar 22' |

Fiorentina s-a calificat cu scorul general de 2–1.
| AEK Atena | 0 – 3 | Paris Saint-Germain |
| --------- | ----- | ------------------- |
|           |       | Loko 22', 43', 80'  |

Paris Saint-Germain s-a calificat cu scorul general de 3–0.
| Liverpool                            | 3 – 0 | Brann |
| ------------------------------------ | ----- | ----- |
| Fowler 25' (pen.), 77' Collymore 63' |       |       |

Liverpool s-a calificat cu scorul general de 4–1.
| AIK         | 1 – 1 | Barcelona   |
| ----------- | ----- | ----------- |
| Simpson 25' |       | Ronaldo 12' |

Barcelona s-a calificat cu scorul general de 4–2.

## Semifinale
| Echipa 1            | Scor gen. | Echipa 2   | Tur | Retur |
| ------------------- | --------- | ---------- | --- | ----- |
| Barcelona           | 3–1       | Fiorentina | 1–1 | 2–0   |
| Paris Saint-Germain | 3–2       | Liverpool  | 3–0 | 0–2   |

### Prima manșă
| Barcelona | 1 – 1 | Fiorentina    |
| --------- | ----- | ------------- |
| Nadal 42' |       | Batistuta 62' |

| Paris Saint-Germain              | 3 – 0 | Liverpool |
| -------------------------------- | ----- | --------- |
| Leonardo 11' Cauet 43' Leroy 84' |       |           |

### A doua manșă
| Fiorentina | 0 – 2 | Barcelona               |
| ---------- | ----- | ----------------------- |
|            |       | Couto 30' Guardiola 35' |

After Barcelona's second goal, de la Peña of Barcelona was hit by an object thrown from the stands and required medical assistance.
Barcelona s-a calificat cu scorul general de 3–1.
| Liverpool             | 2 – 0 | Paris Saint-Germain |
| --------------------- | ----- | ------------------- |
| Fowler 12' Wright 79' |       |                     |

Paris Saint-Germain s-a calificat cu scorul general de 3–2.

## Finala
| Barcelona          | 1 – 0 | Paris Saint-Germain |
| ------------------ | ----- | ------------------- |
| Ronaldo 37' (pen.) |       |                     |

## Golgheteri
Golgheterii din sezonul 1996–97 sunt:
| Loc | Nume                | Echipă              | Goluri |
| --- | ------------------- | ------------------- | ------ |
| 1   | Robbie Fowler       | Liverpool           | 7      |
| 2   | Mons Ivar Mjelde    | Brann               | 6      |
| 3   | Ronaldo             | Barcelona           | 5      |
| 3   | Horst Siegl         | Sparta Praga        | 5      |
| 3   | Hakan Șükür         | Galatasaray         | 5      |
| 6   | Arkadiusz Bąk       | Ruch Chorzów        | 4      |
| 6   | Gabriel Batistuta   | Fiorentina          | 4      |
| 6   | Christophe Bonvin   | Sion                | 4      |
| 6   | Patrice Loko        | Paris Saint-Germain | 4      |
| 6   | Pascal Simpson      | AIK                 | 4      |
| 11  | John Barnes         | Liverpool           | 3      |
| 11  | Daniel Batista Lima | AEK Atena           | 3      |
| 11  | Frédéric Chassot    | Sion                | 3      |
| 11  | Julio Dely Valdés   | Paris Saint-Germain | 3      |
| 11  | Claus Eftevaag      | Brann               | 3      |
| 11  | Giovanni            | Barcelona           | 3      |
| 11  | João Pinto          | Benfica             | 3      |
| 11  | Leonardo            | Paris Saint-Germain | 3      |
| 11  | Vratislav Lokvenc   | Sparta Praga        | 3      |
| 11  | Temur Tugushi       | Dinamo Batumi       | 3      |
| 11  | Davit Ujmajuridze   | Dinamo Batumi       | 3      |
| 11  | Philippe Vercruysse | Sion                | 3      |